# 容尼
容尼（法語：Jongny）是瑞士联邦西部法语区的沃州下设的一个镇。在行政上属于湖滨高地区管辖。容尼的总面积为2.16平方公里。截至2010年底，总人口为1,424。